# دافيدي مارتينيلي
دافيدي مارتينيلي (بالإيطالية: Davide Martinelli)‏ هو دراج إيطالي، ولد في 31 مايو 1993 في بريشا في إيطاليا.

## وصلات خارجية
- دافيدي مارتينيلي على موقع الاتحاد الدولي للدراجات (الإنجليزية)
- دافيدي مارتينيلي على موقع أرشيف الدراجات (الإنجليزية)
- دافيدي مارتينيلي على موقع إحصائيات الدراجات الإحترافية (الإنجليزية)
- دافيدي مارتينيلي على موقع نسبة الدراجات (الإنجليزية)
- دافيدي مارتينيلي على موقع CycleBase (الإنجليزية)